# Дом Пикуля в Северодвинске
Дом Пикуля в Северодвинске — деревянное двухэтажное здание на пересечений улиц Индустриальная и Полярная в Северодвинске (до 1957 город Молотовск), где в 1940—1941 годах проживал будущий известный советский писатель Пикуль Валентин Саввич.

## История
Дом был построен в 1940 году для рабочих нового города Молотовска и представляет собой образец деревянной советской архитектуры первой половины XX века. Отец Валентина Пикуля в июле того же года переехал в Молотовск на работу на судоверфи. Уже в сентябре 1940 года в одну из выходящих на просторную террасу коммунальных квартир в двухэтажном доме на пересечении Индустриальной и Полярной улиц из Ленинграда вместе со своей матерью переезжает молодой Валентин Пикуль.
Живя в Молотовске, Валентин окончил 5-й класс средней школы и ходил в Дом пионеров на кружок «Юный моряк», однако уже в 1941 году после экзаменов он покинул Молотовск и отправился в Ленинград.

## В настоящее время

26 июля 2005 года износ дома составил 62 %, он был признан аварийными и расселён, а по программе «Переселение граждан из аварийного жилищного фонда на 2013–2017 годы» он должен был быть снесён. Однако, в 2016 году благодаря поддержке местных активистов, в том числе движения «Мой Северодвинск», была проведена культурно-историческая экспертиза дома, которая определила его как «образец стиля классицизма с элементами модерна». По её итогам в 2018 году «Дом Пикуля в Северодвинске» был признан памятником градостроительства и архитектуры регионального значения. 
За 2 года нахождения на балансе города на дом Пикуля было потрачено из бюджета 2,2 млн. рублей. При бюджетных расходах города в 2021 в размере 8,7 млрд. рублей содержание дома Пикуля администрацией города было названо «излишней нагрузкой». 
В 2021 году во время пандемии коронавируса дом был выставлен на аренду на 49 лет за 1 рубль с условием того, что арендатор сделает ремонт здания и комнату-музей Пикуля. По итогам аукциона арендатором дома стала северодвинская компания «Пикуль отель», которая собирается внутри дома разместить гостиницу.